# Jan-Niklas Shadan Mavigök
Jan-Niklas Shadan Mavigök (* 1997 in Heppenheim (Bergstraße)) ist ein deutscher Schauspieler.

## Leben
Jan-Niklas Shadan Mavigök verbrachte Kindheit und Jugend in Worms. Erste Theatererfahrungen machte er durch Jugendtheaterprojekte, u. a. im Rahmen der Nibelungenfestspiele Worms. Nach seinem Fachabitur und einem Bundesfreiwilligendienst absolvierte er zunächst eine kaufmännische Ausbildung zum Kaufmann für Büromanagement. Von 2020 bis 2023 studierte er Schauspiel an der Schauspielschule Mainz. Mavigök gastierte während seiner Schauspielausbildung am Theater Rüsselsheim und für das Capitol Theater Mannheim in dem Musical „Ein Lied kann eine Brücke sein“ auf der Bundesgartenschau 2023 in Mannheim.
Seit der Spielzeit 2023/24 ist er festes Mitglied des Ensembles Junges Theater am Landestheater Detmold. In der Spielzeit 2023/24 war er dort als Prinz in Drei Haselnüsse für Aschenbrödel zu sehen. Außerdem übernahm er  mehrere Hauptrollen als Doktor/Tambourmajor/Woyzeck in einer Woyzeck-Produktion. Weitere Rollen Mavigöks am Landestheater Detmold sind Ebenezer in dem Theaterstück Wutschweiger von Jan Sonie und Raven Ruëll sowie Rico in Rico, Oskar und die Tieferschatten. In der Spielzeit 2024/25 ist Mavigök am Landestheater Detmold in einer Bühnenfassung des Kinderbuchs Die Konferenz der Tiere von Erich Kästner zu sehen.
Jan-Niklas Shadan Mavigök wirkte in verschiedenen Kurzfilm-Projekten mit und gastierte u. a. in der 3Sat-Fernsehsendung Buchzeit und im Radio Tatort. Er lebt in Detmold.